# 第十方面艦隊
第十方面艦隊是日本海軍於昭和20年（1945年）2月5日編成的艦隊。

## 概要
法印方面及蘭印方面分別為第一南遣艦隊、第二南遣艦隊和南西方面艦隊指揮下進行作戰，但美軍進攻菲律賓使南西方面艦隊司令部孤立於菲律賓，將殘餘的二個南遣艦隊由南西方面艦隊分離，和擔任蘭印防空的第十三航空艦隊編成一同指揮。
司令部要員由第一南遣艦隊司令部及第十三航空艦隊司令部兼任。終戰時、司令部位於新加坡。

## 歷代司令長官
1. 福留繁中將　1945年（昭和20年）2月5日～（終戰）

## 歷代参謀長
1. 朝倉豐次少將　1945年（昭和20年）2月5日～（終戰）

## 部隊

### 1945年2月5日　新編時的編制
- 直屬：第5戰隊：羽黑、足柄
- 第一南遣艦隊
- 第二南遣艦隊
- 第十三航空艦隊
- 附屬：南海、白沙（日语：白沙 (特設測量艦)）

### 1945年6月1日　最終時的編制
- 直屬：第5戰隊：(羽黑)、足柄　　※羽黑為書類上在籍（1945年5月16日戰没、同年6月20日除籍）。
  - 第25根據地隊
    - 若鷹（日语：若鷹 (急設網艦)）、雉
    - 第7、20、21、26、27、29警備隊

  - 第27特別根據地隊（日语：海軍根拠地隊#特別根拠地隊）
  - 第28根據地隊
    - 第18警備隊
- 第一南遣艦隊
- 第二南遣艦隊
- 第十三航空艦隊
- 附屬：(五十鈴)、南海　　※五十鈴為書類上在籍（1945年4月7日戰没、同年6月20日除籍）。
  - 第33、105防空隊、第36、201～203、224、232設營隊

## 關連項目
- 馬六甲海戰